# Robert Homans
Pour les articles homonymes, voir Homans.
Robert Edward Homans, né le 8 novembre 1877 à Malden (Massachusetts) et mort le 28 juillet 1947 à Los Angeles (Californie), est un acteur américain, parfois crédité Robert E. Homans.

## Biographie

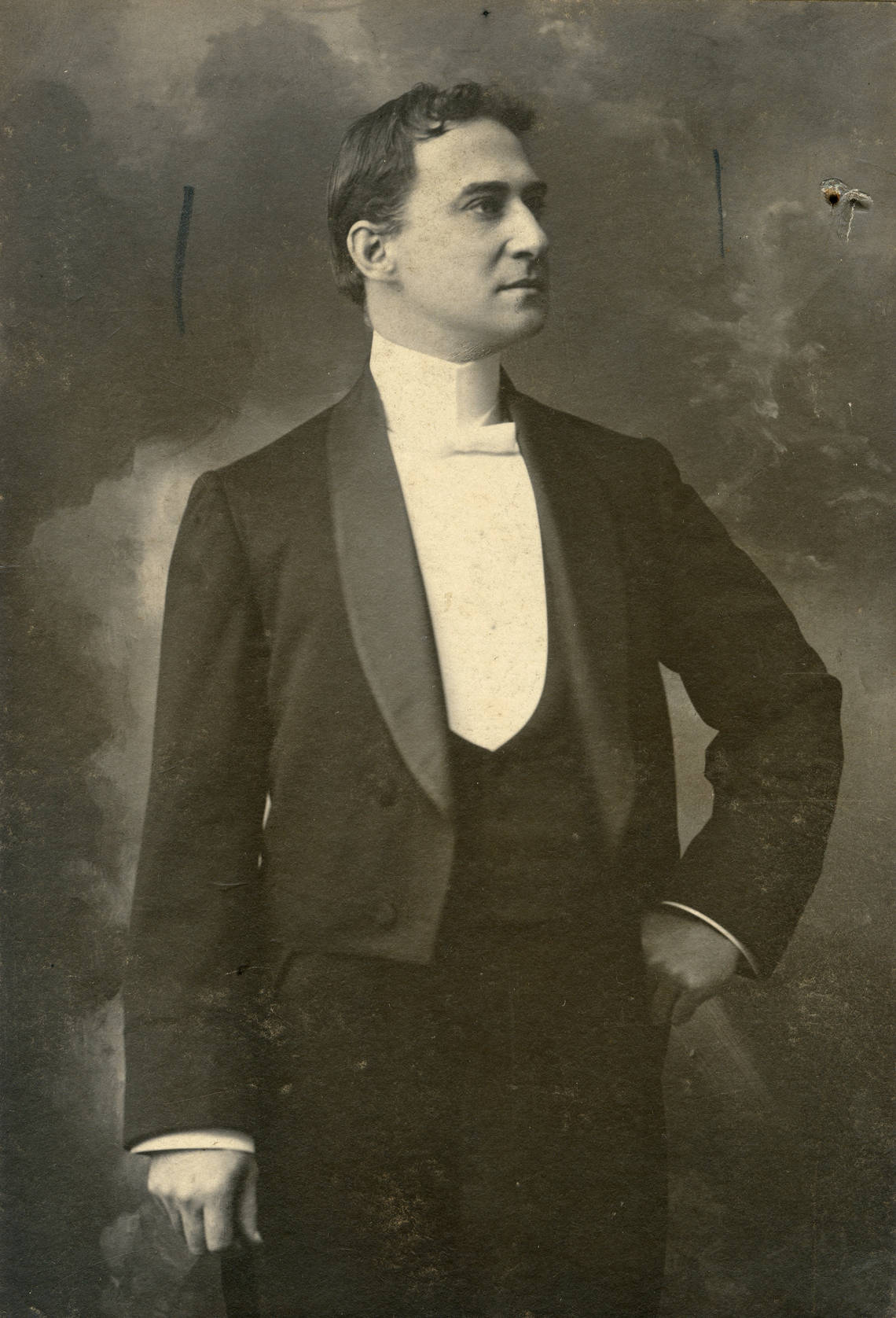
Au théâtre en 1903

Robert Homans débute au théâtre et joue notamment à Broadway dans neuf pièces entre 1902 et 1921, dont Strife (en) de John Galsworthy (1909, avec Ferdinand Gottschalk et Wilfrid North) et L'Oiseau bleu de Maurice Maeterlinck (1910-1911, avec Reginald Barlow et Margaret Wycherly). S'ajoute The Blue Enveloppe (1916) comme coauteur.
Au cinéma, comme second rôle, il contribue dès la période du muet à près de quatre-cents films américains (dont des westerns), depuis Madame Sherry (en) de Ralph Dean (1917, avec Gertrude McCoy et Frank O'Connor) jusqu'à Pas de congé, pas d'amour de Charles Martin (1946, avec Van Johnson et Keenan Wynn). Il meurt brutalement l'année suivante (1947) d'une crise cardiaque, à 69 ans.
Souvent non crédité (en particulier dans des rôles de policier ou de détective), il apparaît entre autres dans onze films de John Ford, dont Révolte à Dublin (1936, avec Barbara Stanwyck et Preston Foster) et Les Raisins de la colère (1940, avec Henry Fonda et Jane Darwell). 
Parmi ses autres films notables, mentionnons L'Île des navires perdus d'Irvin Willat (1929, avec Jason Robards Sr. et Virginia Valli), Les Carrefours de la ville de Rouben Mamoulian (1931, avec Gary Cooper et Sylvia Sidney), Le Mystérieux Docteur Clitterhouse d'Anatole Litvak (1938, avec Edward G. Robinson et Claire Trevor), Sacramento de William C. McGann (1942, avec John Wayne et Binnie Barnes) et Charlie Chan sur la piste sanglante de Phil Rosen (1945, avec Sidney Toler et Benson Fong).

## Théâtre à Broadway (intégrale)
(acteur, sauf mention contraire)
- 1902 : The Lady of Lyons (en) d'Edward Bulwer-Lytton
- 1909 : Strife (en) de John Galsworthy
- 1909 : The Niger d'Edward Sheldon

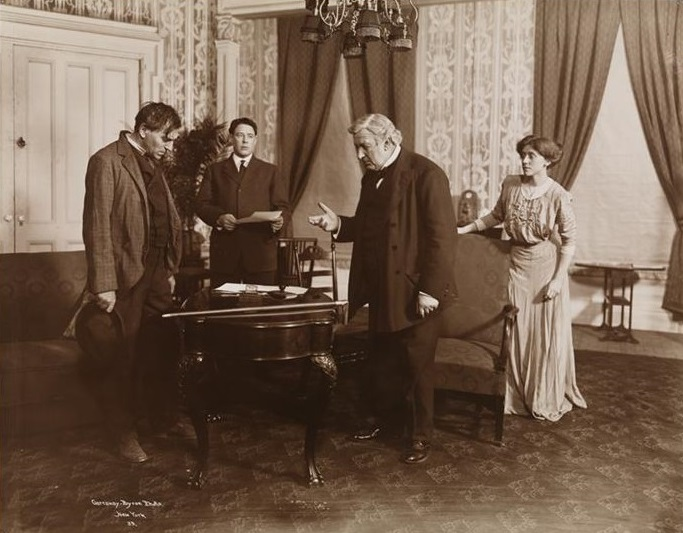
Albert Bruning, Robert Homans, Louis Calvert et Beatrice Forbes Robertson (de g. à d.), dans Strife (Broadway, 1909)

- 1910 : La Nuit des rois (Twelfth Night) et Le Conte d'hiver (Winter's Tale) de William Shakespeare
- 1910 : Brand d'Henrik Ibsen
- 1910-1911 : L'Oiseau bleu (The Blue Bird) de Maurice Maeterlinck : Bread
- 1916 : The Blue Enveloppe (coauteur, conjointement avec Frank Hatch)
- 1917 : Johnny, Get Your Gun d'Edward Laurence Burke
- 1921 : Like a King de John Hunter Booth (en) : Général Wade Weston

## Filmographie partielle

### Années 1920

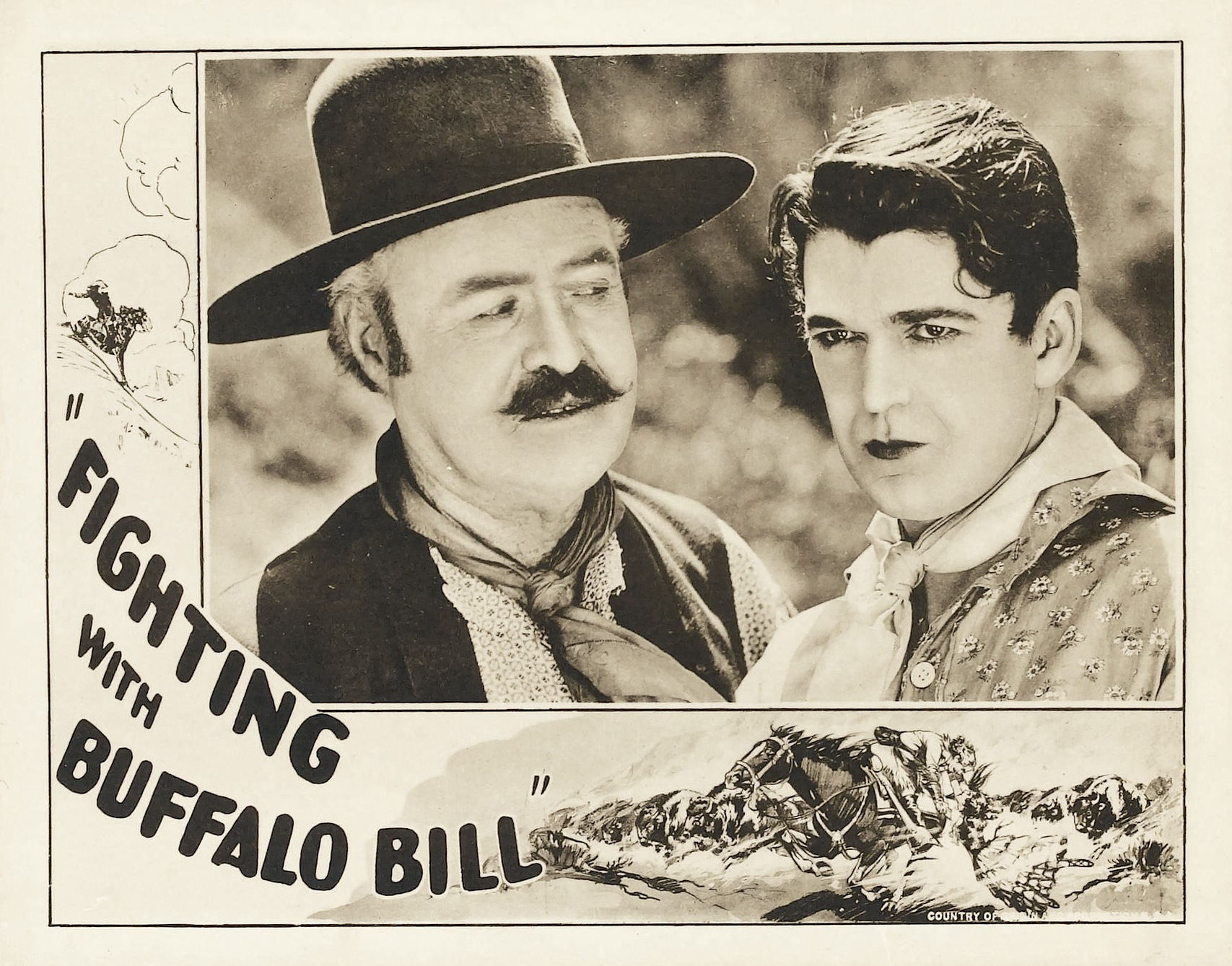
Avec Wallace MacDonald (à d.),
dans ' (1926)

- 1926 : The Bandit Buster de Richard Thorpe : Romeo
- 1926 : Fighting with Buffalo Bill (en) de Ray Taylor : Caleb Crosby
- 1926 : College Days de Richard Thorpe : M. Gordon
- 1927 : The Galloping Gobs de Richard Thorpe : le banquier
- 1927 : Le Roi de la prairie (The Prairie King) de B. Reeves Eason : Jim Gardner
- 1927 : Le Champion improvisé (Fast and Furious) de Melville W. Brown : le docteur
- 1927 : Ride 'Em High de Richard Thorpe : Rufus Allen
- 1927 : The Silent Avenger de James Patrick Hogan : Steven Gilmore
- 1927 : Mountains of Manhattan de James Patrick Hogan
- 1927 : Pals in Peril de Richard Thorpe : le shérif Kipp
- 1928 : L'Antigone d'Hollywood (en) (The Masked Angel) de Frank O'Connor : le détective Bives
- 1928 : Tout est bien qui finit bien (en) (Burning the Wind) d'Herbert Blaché et Henry MacRae : Richard Gordon Sr.
- 1929 : L'Île des navires perdus (The Isle of the Los Ships) d'Irvin Willat : M. Burke
- 1929 : Coquette (titre original) de Sam Taylor : l'huissier du tribunal
- 1929 : Je suis un assassin (The Valiant) de William K. Howard : l'imprimeur du journal

### Années 1930
- 1930 : Abraham Lincoln de D. W. Griffith : un sénateur, conseiller de Lincoln
- 1930 : Born Reckless de John Ford : un policier
- 1930 : The Widow from Chicago d'Edward F. Cline
- 1930 : The Thoroughbred de Richard Thorpe : Riley
- 1931 : Justiciers du Texas (Alias the Bad Man) de Phil Rosen : Silas Warner
- 1931 : Vingt-quatre Heures de Marion Gering
- 1931 : The Black Camel d'Hamilton MacFadden : le chef de la police
- 1931 : Les Carrefours de la ville (City Streets) de Rouben Mamoulian : l'inspecteur de police
- 1931 : L'Ennemi public (The Public Enemy) de William A. Wellman : l'officier Pat Burke
- 1932 : Les Sans-soucis (Pack Up Your Troubles) de George Marshall et Ray McCarey : un détective
- 1932 : Si j'avais un million (If I Had a Million) de James Cruze & al. (film à sketches) : un détective
- 1932 : La Bête de la cité (The Beast of the City) de Charles Brabin : le policier de la voiture 91
- 1933 : Lady Lou (She Done Him Wrong) de Lowell Sherman : Doheney
- 1933 : Masques de cire (Mystery of the Wax Museum) de Michael Curtiz : un sergent de police
- 1933 : Tugboat Annie de Mervyn LeRoy : un vieux plaisancier
- 1933 : One Sunday Afternoon de Stephen Roberts : l'officier Charlie Brown
- 1933 : La Boule rouge (Blood Money) de Rowland Brown : le détective faux ivrogne
- 1933 : Le Tombeur (Lady Killer) de Roy Del Ruth : un geôlier
- 1934 : Jimmy the Gent de Michael Curtiz : le policier irlandais Paddy
- 1934 : L'Introuvable (The Thin Man) de W. S. Van Dyke : le détective Billy
- 1934 : Tempête sur la ligne (Looking for Trouble) de William A. Wellman : un policier
- 1934 : The Key de Michael Curtiz : le barman Patrick
- 1934 : Princesse par intérim (Thirty-Day Princess) de Marion Gering : le premier détective
- 1934 : La Fine Équipe (6 Day Bike Rider) de Lloyd Bacon : le capitaine de police
- 1935 : Toute la ville en parle (The Whole Town's Talking) de John Ford : un détective
- 1935 : Mon mari le patron (She Married Her Boss) de Gregory LaCava : un détective
- 1935 : Le Mouchard (The Informer) de John Ford : un détracteur
- 1935 : Ville sans loi (Barbary Coast) d'Howard Hawks : le capitaine du bateau dans le brouillard
- 1935 : Steamboat Round the Bend de John Ford : un commissaire de courses
- 1936 : Furie (Fury) de Fritz Lang : un gardien
- 1936 : Révolte à Dublin (The Plough and the Stars) de John Ford : le barman Timmy
- 1936 : Charlie Chan aux courses (Charlie Chan at the Race Track) de H. Bruce Humberstone : un juge
- 1936 : Je n'ai pas tué Lincoln (The Prisoner of Shark Island) de John Ford : un sergent de police
- 1936 : Le Vandale (Come and Get It) d'Howard Hawks et William Wyler : un cuisinier
- 1937 : La Légion noire (Black Legion) d'Archie Mayo et Michael Curtiz : un policier à moto
- 1936 : Marie Stuart (Mary of Scotland) de John Ford : un geôlier
- 1936 : The President's Mystery de Phil Rosen
- 1936 : Sous le masque (Crack-Up) de Malcolm St. Clair : le capitaine du bateau
- 1936 : Trois Jeunes Filles à la page (Three Smart Girls) d'Henry Koster : le policier dans le parc

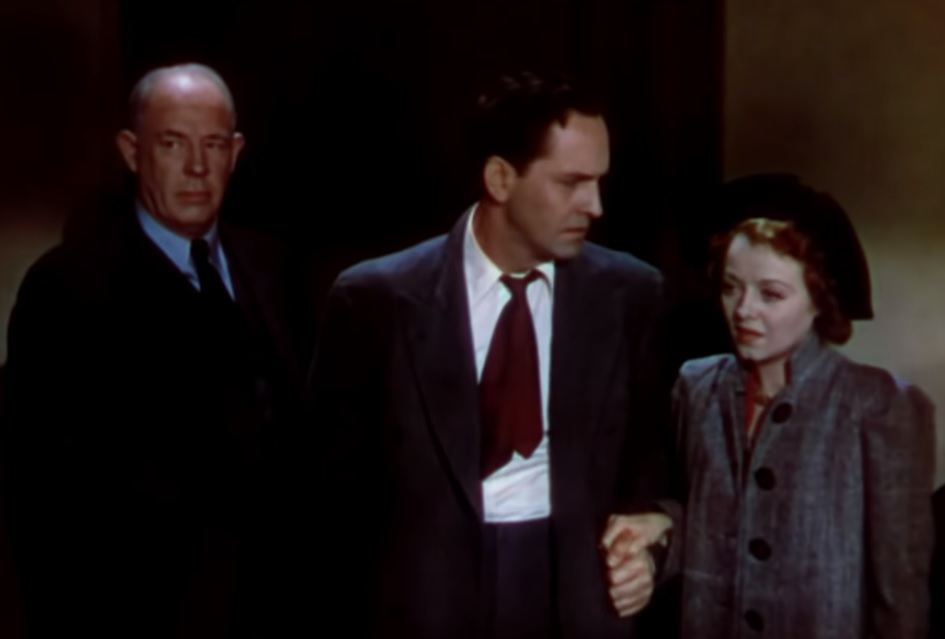
Robert Homans, Fredric March et Janet Gaynor
(de g. à d.), dans Une étoile est née (1937)

- 1937 : Septième District (The Great O'Malley) de William Dieterle : le policier Jim Dugan
- 1937 : Smart Blonde de Frank McDonald : un policier
- 1937 : Week-end mouvementé (Fifty Roads to Town) de Norman Taurog : un policier
- 1937 : The 13th Man (en) de William Nigh : Lieutenant Tom O'Hara
- 1937 : Rue sans issue (Dead End) de William Wyler : un policier
- 1937 : Stella Dallas de King Vidor : un policier
- 1937 : La Vie privée du tribun (Parnell) de John M. Stahl : le policier irlandais à New York
- 1937 : Une étoile est née (A Star Is Born) de William A. Wellman : l'huissier du tribunal
- 1937 : La Vie facile (Easy Living) de Mitchell Leisen : un garde privé
- 1938 : La Bataille de l'or (Gold Is Where You Find It) de Michael Curtiz : le mineur Grogan
- 1938 : Le Mystérieux Docteur Clitterhouse (The Amazing Dr. Clitterhouse) d'Anatole Litvak : Lieutenant Johnson
- 1938 : Tom Sawyer détective (Tom Sawyer, Detective) de Louis King : le capitaine du bateau
- 1938 : Les Anges aux figures sales (Angels with Dirty Faces) de Michael Curtiz : un policier
- 1938 : Casier judiciaire (You and Me) de Fritz Lang : l'agent de sécurité du magasin
- 1938 : Over the Wall de Frank McDonald : John Davis
- 1938 : Nuits de bal (The Sisters) d'Anatole Litvak : un journaliste
- 1939 : La Chevauchée fantastique (Stagecoach) de John Ford : Ed, le journaliste à Lordsburg
- 1939 : Le Roi de Chinatown (King of Chinatown) de Nick Grinde : un détective
- 1939 : Le Printemps de la vie (Yes, My Darling Daughter) de William Keighley : Sergent Murphy
- 1939 : Vers sa destinée (Young Mr. Lincoln) de John Ford : M. Clay
- 1939 : Les Conquérants (Dodge City) de Michael Curtiz : un employé du courrier
- 1939 : Pacific Express (Union Pacific) de Cecil B. DeMille : un vieil homme
- 1939 : Terreur à l'ouest (The Oklahoma Kid) de Lloyd Bacon : le barman
- 1939 : Swanee River de Sidney Lanfield : le shérif
- 1939 : Les Maîtres de la mer (Rulers of the Sea) de Frank Lloyd : le policier Dunn
- 1939 : Le Châtiment (You Can't Get Away with Murder) de Lewis Seiler : le gardien Burns
- 1939 : On demande le docteur Kildare (Calling Dr Kildare) de Harold S. Bucquet : le policier Hickman
- 1939 : Quels seront les cinq ? (Five Came Back) de John Farrow : le capitaine de police
- 1939 : À chaque aube je meurs (Each Dawn I Die) de William Keighley : le gardien Mac
- 1939 : Mélodie de la jeunesse (They Shall Have Music) d'Archie Mayo : un policier
- 1939 : Veillée d'amour (When Tomorrow Comes) de John M. Stahl : un policier
- 1939 : Chantage (Blackmail) d'H. C. Potter : Cooper
- 1939 : Le Père prodigue (Here I Am a Stranger) de Roy Del Ruth : le policier Jonesy

### Années 1940
- 1940 : Voyage sans retour (’Til We Meet Again) d'Edmund Goulding : un policier
- 1940 : Les Raisins de la colère (The Grapes of Wrath) de John Ford : Spencer
- 1940 : High School de George Nichols Jr. : un policier
- 1940 : Johnny Apollo d'Henry Hathaway : un gardien
- 1940 : La Caravane héroïque (Virginia City) de Michael Curtiz : un sudiste
- 1940 : Au-delà de demain (Beyond Tomorrow) d'A. Edward Sutherland : un sergent de police
- 1940 : Lillian Russell d'Irving Cummings : le portier du théâtre
- 1940 : Une dépêche Reuter (A Dispatch from Reuter's) de William Dieterle : un journaliste
- 1941 : Suicide ou Crime (A Man Betrayed) de John H. Auer : un policier
- 1941 : Des pas dans la nuit (Footsteps in the Dark) de Lloyd Bacon : le capitaine de police
- 1941 : La vie commence pour André Hardy (Life Begins for Andy Hardy) de George B. Seitz : M. Hood
- 1941 : Out of the Fog d'Anatole Litvak
- 1941 : Ève a commencé (It Started with Eve) d'Henry Koster : un conducteur de train
- 1941 : Le Faucon maltais (The Maltese Falcon) de John Huston : un policier
- 1942 : Les Naufrageurs des mers du Sud (Reap the Wild Wind) de Cecil B. DeMille : un capitaine au café
- 1942 : Les Écumeurs (The Spoilers) de Ray Enright : un capitaine de bateau
- 1942 : Mademoiselle Palmer et son psychiatre (Lady in a Jam) de Gregory La Cava : Faro Bill
- 1942 : Sacramento (In Old California) de William C. McGann : le marshal Alvin Thompson
- 1942 : The Sombrero Kid de George Sherman : Thomas Holden
- 1942 : Lone Star Ranger de James Tinling : le barman
- 1942 : L'amour chante et danse (Holiday Inn) de Mark Sandrich : Pop
- 1942 : Night Monster de Ford Beebe : le policier Cap Beggs
- 1942 : Un Américain pur sang (Joe Smith, American) de Richard Thorpe : le vieil homme en salle d'attente
- 1942 : Pour moi et ma mie (For Me and My Gal) de Busby Berkeley : le portier du palace new-yorkais
- 1942 : La Fille de la forêt (The Forest Rangers) de George Marshall : un vieux bûcheron
- 1942 : Ma femme est une sorcière (I Married a Witch) de René Clair : le chef des pompiers
- 1942 : Hyènes des bas-fonds (X Marks the Spot) de George Sherman
- 1942 : La Dangereuse Aventure (No Time for Love) de Mitchell Leisen : Pop Murphy
- 1943 : Rosie l'endiablée (Sweet Rosie O'Grady) d'Irving Cummings : Barney
- 1943 : La Vie aventureuse de Jack London (Jack London) d'Alfred Santell : Capitaine Allen
- 1943 : La Reine de Broadway (Cover Girl) de Charles Vidor : le portier Pop
- 1944 : C'est arrivé demain (It Happened Tomorrow) de René Clair : Mulcahey
- 1944 : Buffalo Bill de William A. Wellman : le policier Muldoon
- 1944 : Pin Up Girl de H. Bruce Humberstone : le portier du théâtre

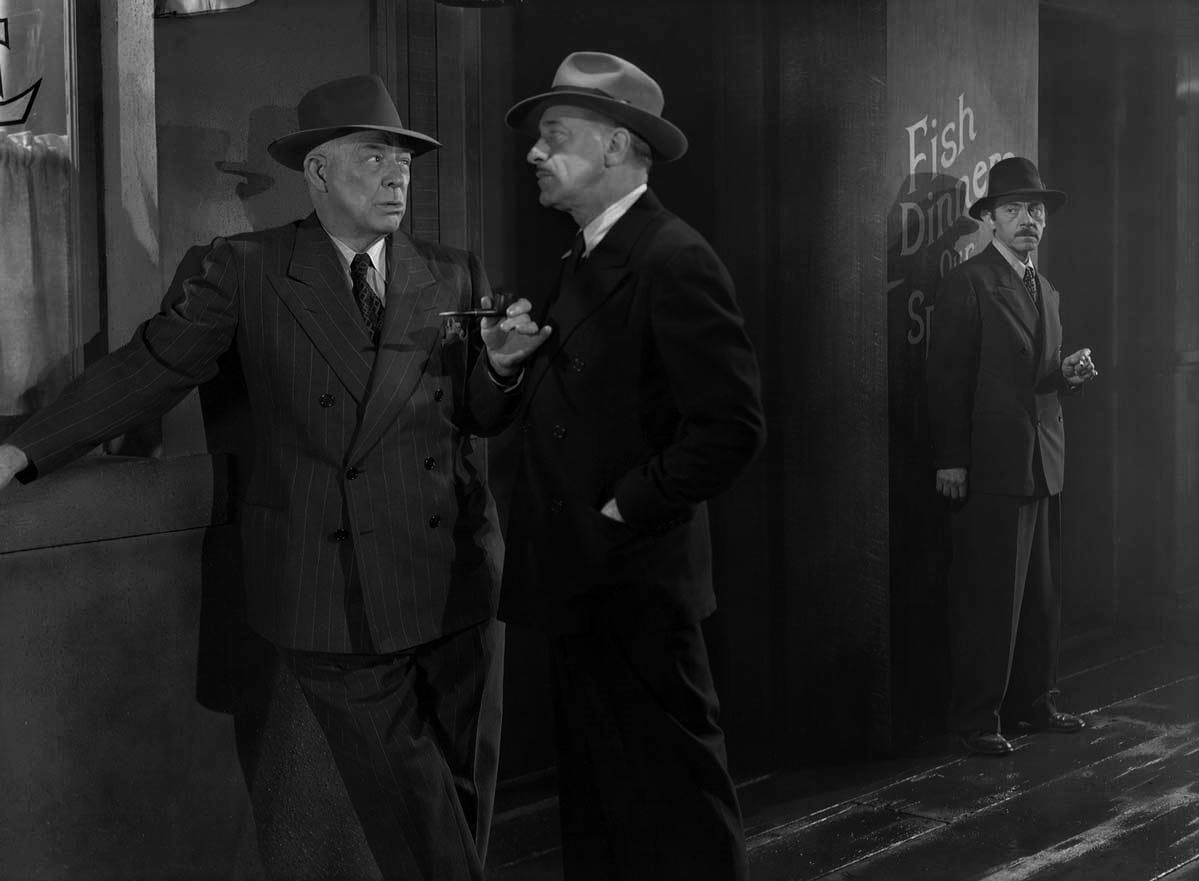
Robert Homans, Frank Mayo et Charles Wagenheim (de g. à d.), dans Charlie Chan sur la piste sanglante (1945)

- 1944 : Les Aventures de Mark Twain (The Adventures of Mark Twain) d'Irving Rapper : un policier
- 1944 : Vacances de Noël (Christmas Holiday) de Robert Siodmak : un policier
- 1944 : Tendre Symphonie (Music for Millions) d'Henry Koster : un conducteur de train
- 1944 : Les Cuistots de Sa Majesté (Nothing But Trouble) de Sam Taylor : un geôlier
- 1944 : Caravane d'amour (Can't Help Singing) de Frank Ryan : Albert
- 1945 : L'introuvable rentre chez lui (The Thin Man Goes Home) de Richard Thorpe : un employé du train
- 1945 : L'Horloge (The Clock) de Vincente Minnelli : un contrôleur du test sanguin
- 1945 : A Medal for Benny d'Irving Pichel : le chef de la police
- 1945 : Les Sacrifiés (They Were Expendable) de John Ford et Robert Montgomery : le barman de l'hôtel à Manille
- 1945 : Escale à Hollywood (Anchors Aweigh) de George Sidney : le vieux policier
- 1945 : Charlie Chan sur la piste sanglante (The Scarlet Clue) de Phil Rosen : Capitaine Flynn
- 1946 : La Folle Ingénue (Cluny Brown) d'Ernst Lubitsch : le policier new-yorkais
- 1946 : L'Emprise du crime (The Strange Love of Martha Ivers) de Lewis Milestone : Gallagher
- 1946 : Pas de congé, pas d'amour (No Leave, No Love) de Charles Martin : le contrôleur du train